# Radioåret 1950

## Händelser

### Okänt datum
- Sveriges Radio börjar sända programmet Gamla skivbekanta [1]
- Radiotjänst i Sverige börjar använda bärbara bandspelare när man ska göra reportage. [2]

## Radioprogram
- April - Premiär på NBC i USA för Science fiction-inriktade radioprogrammet Dimension X.

## Födda
- 26 mars - Margit Silberstein, svensk programledare
- 4 december - Hasse Alatalo, svensk programledare

### Fotnoter
1. ↑  ”78:or & film”. Arkiverad från originalet den 31 mars 2019. https://web.archive.org/web/20190331103323/http://musiknostalgi.atspace.cc/radiotv.htm. Läst 26 mars 2011.
2. ↑  ”Radio- och ljudhistoria”. Sveriges Radio. http://sverigesradio.se/sida/artikel.aspx?programid=3113&artikel=4362296.